# MG Cars

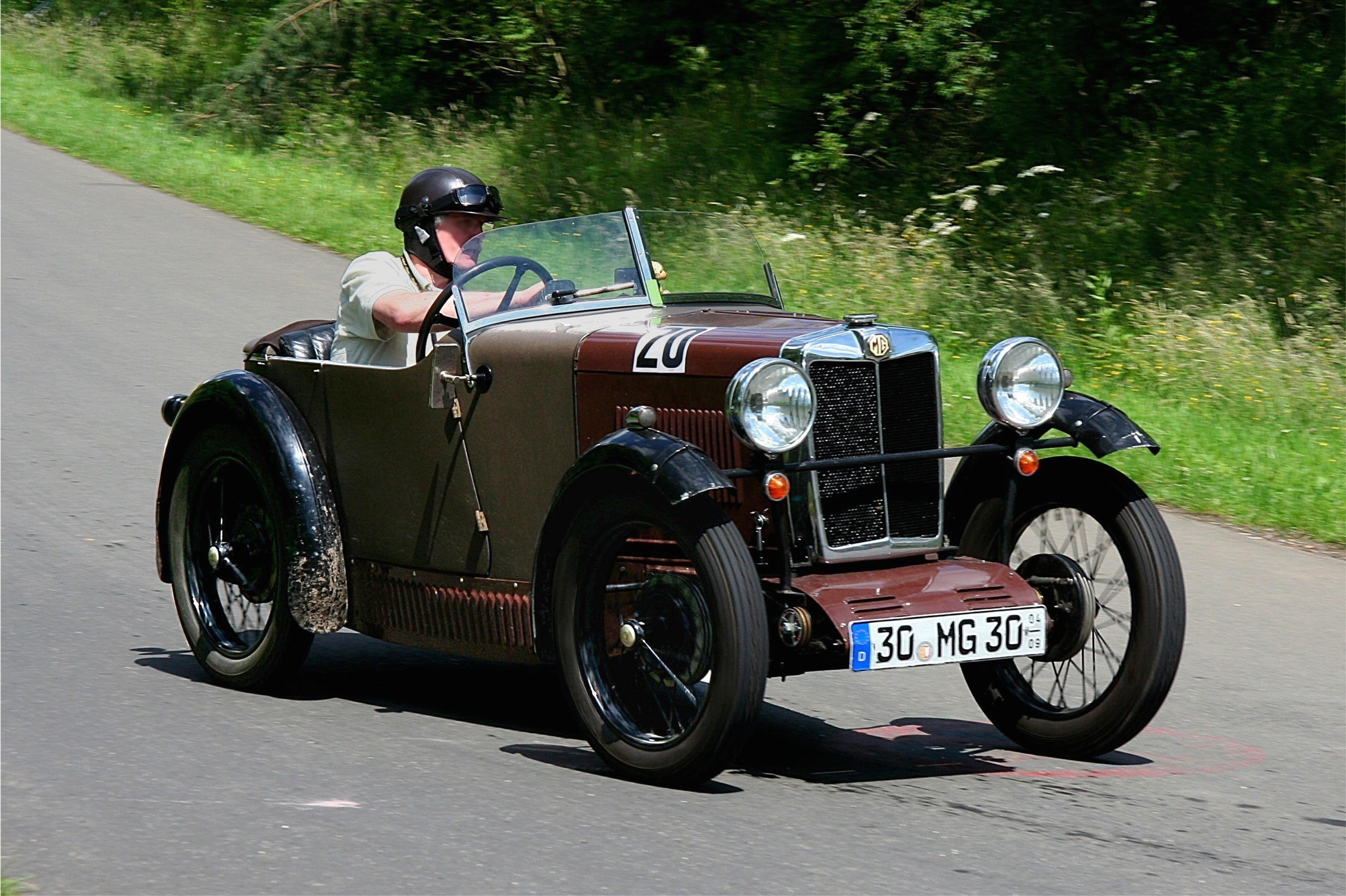
MG M-Type

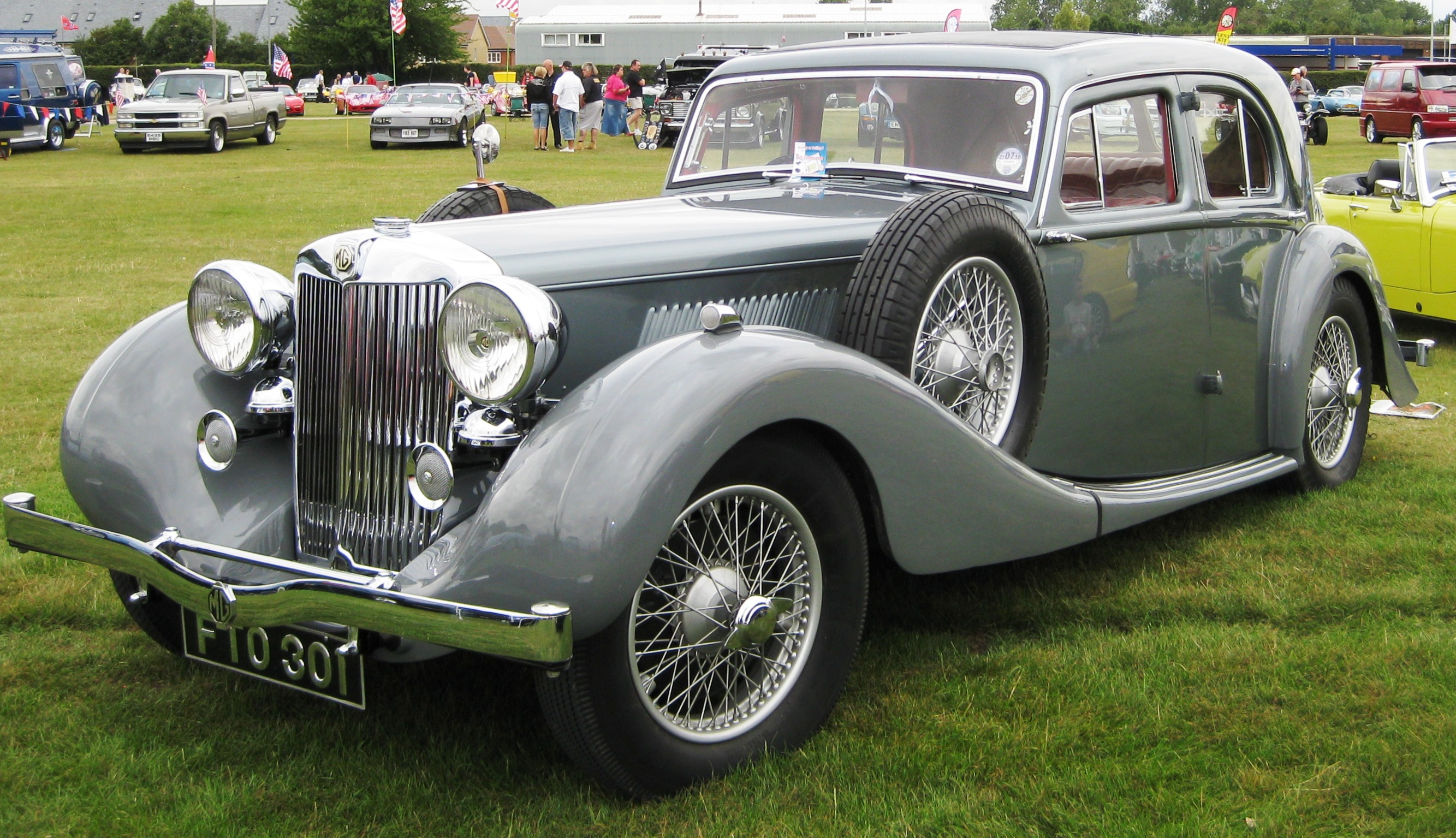
MG WA

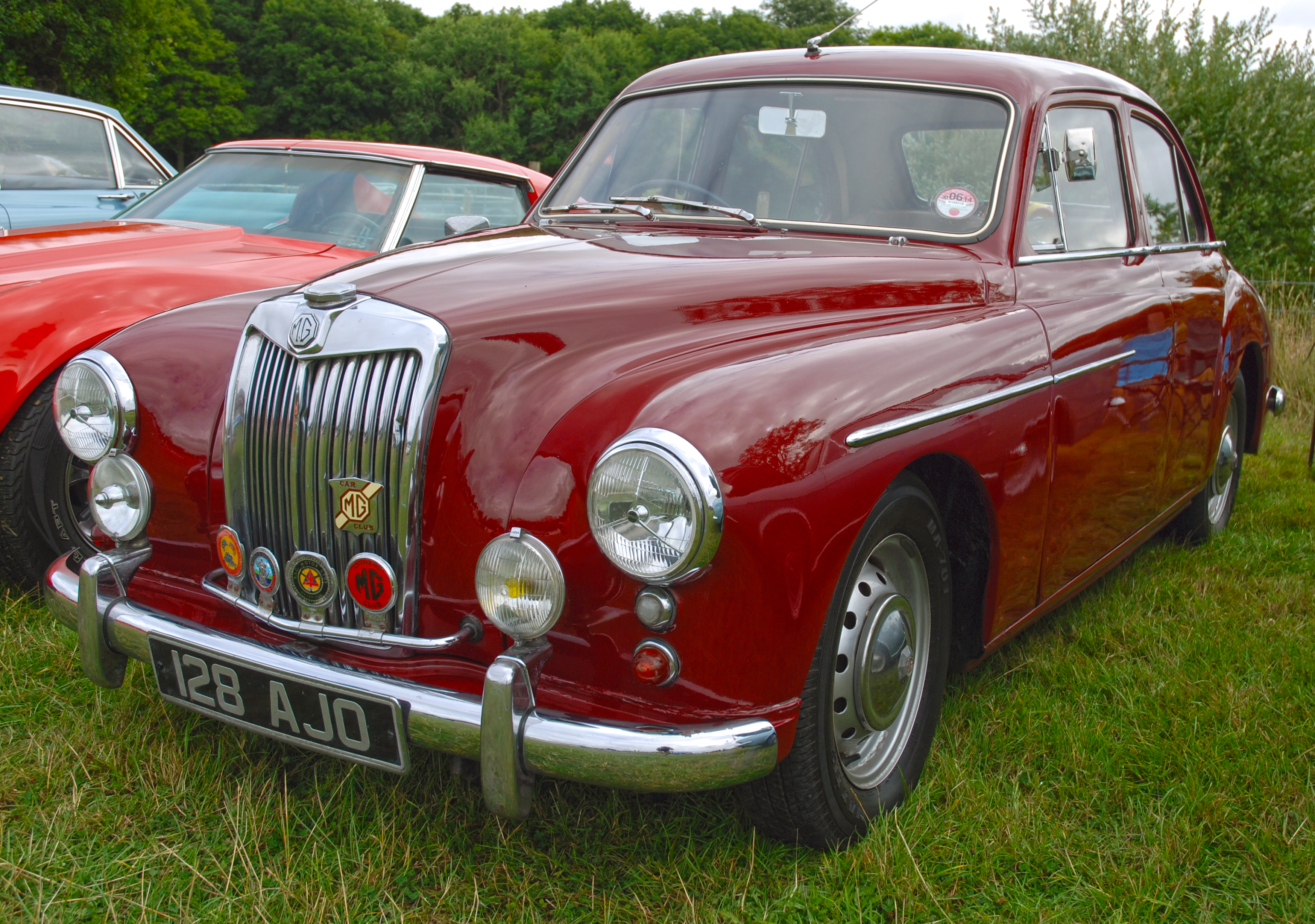
MG Magnette

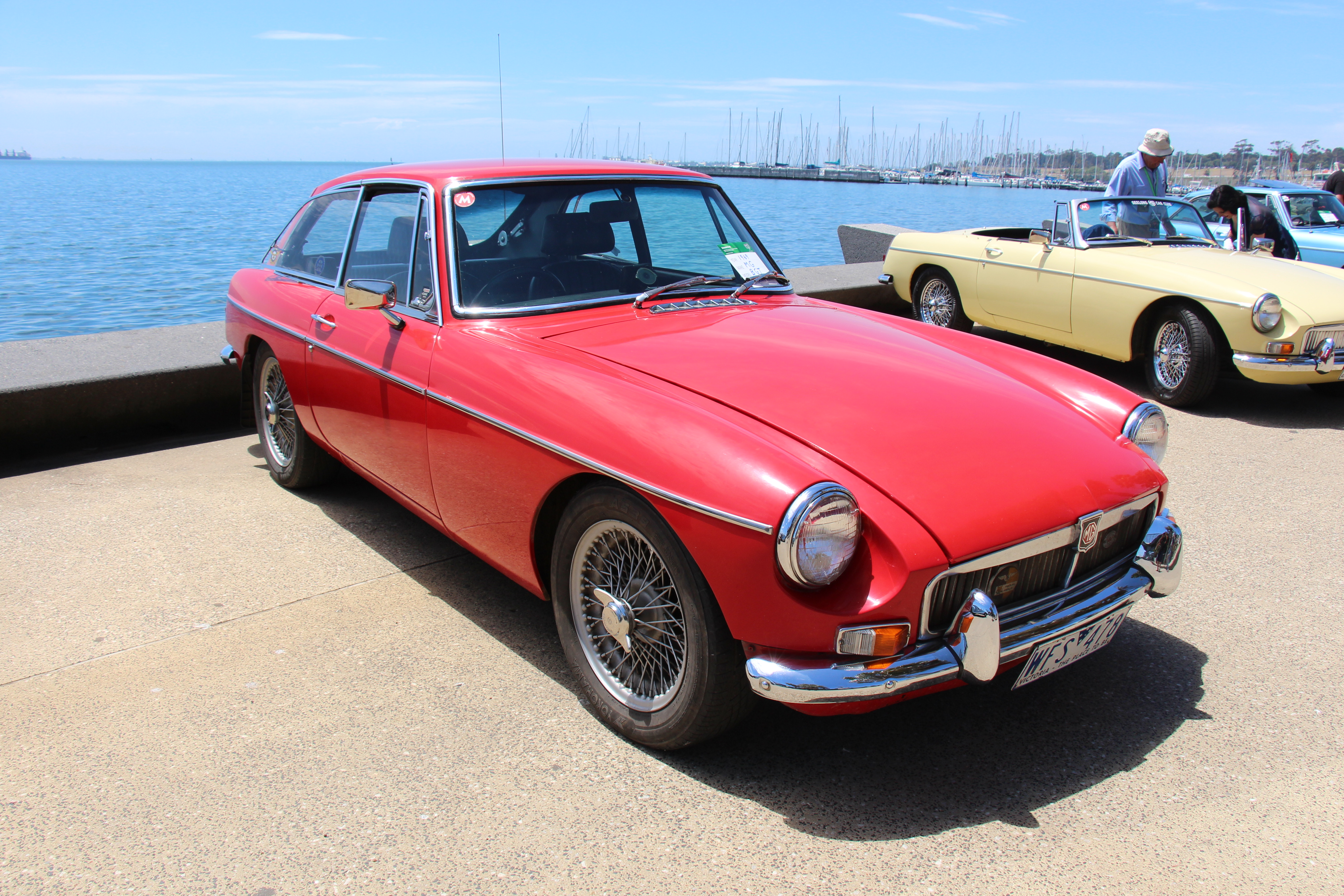
MGB

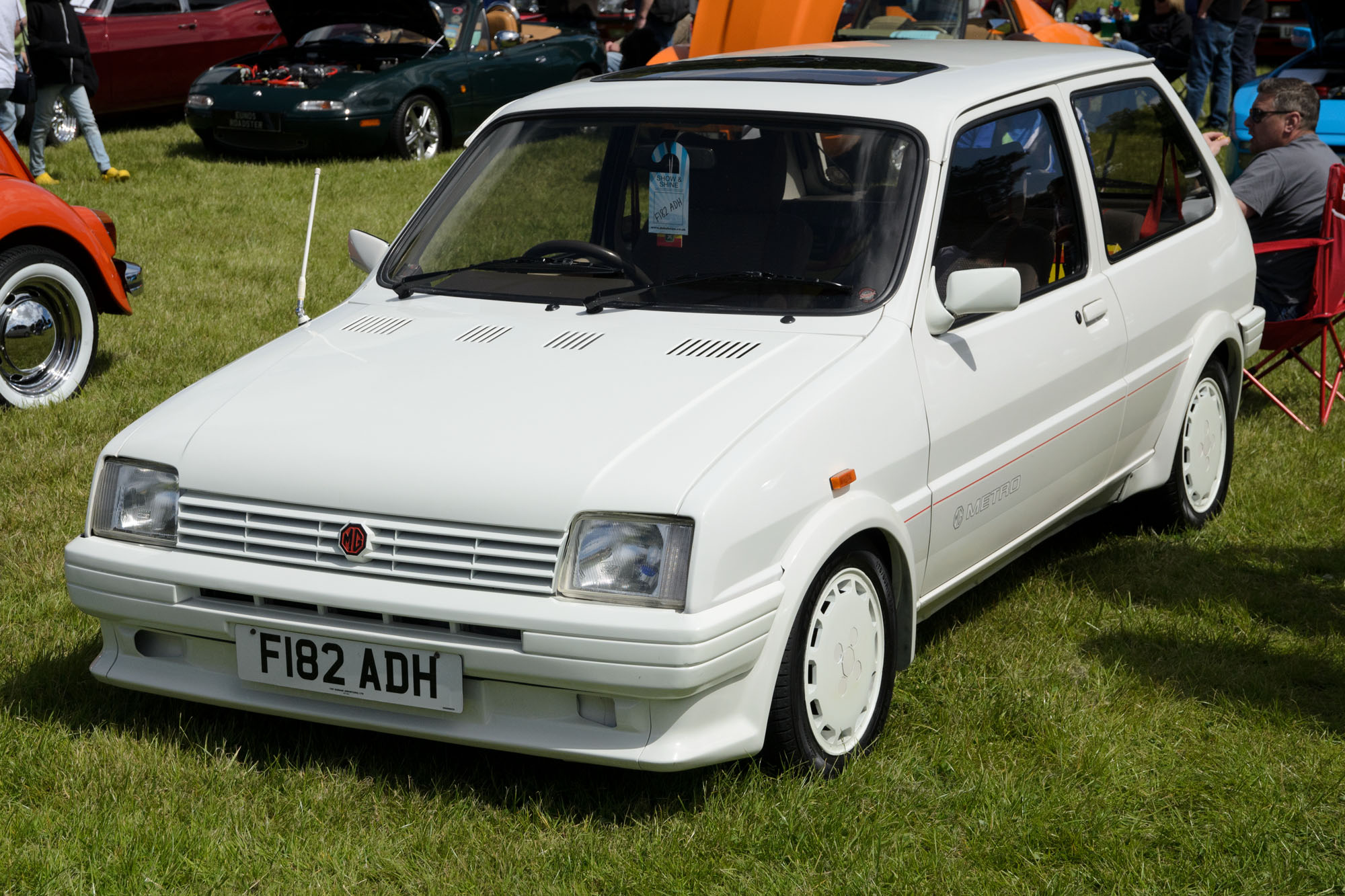
MG Metro

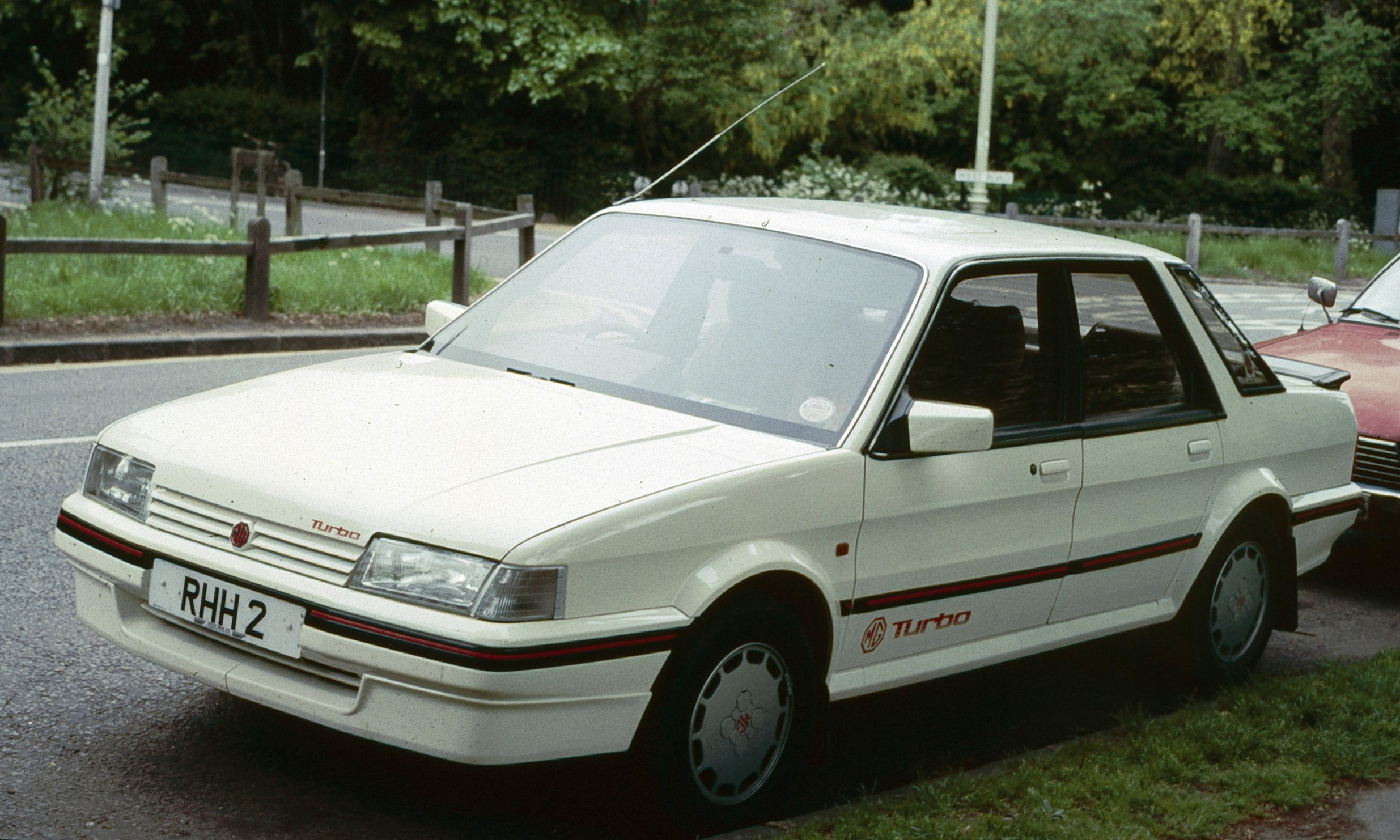
MG Montego

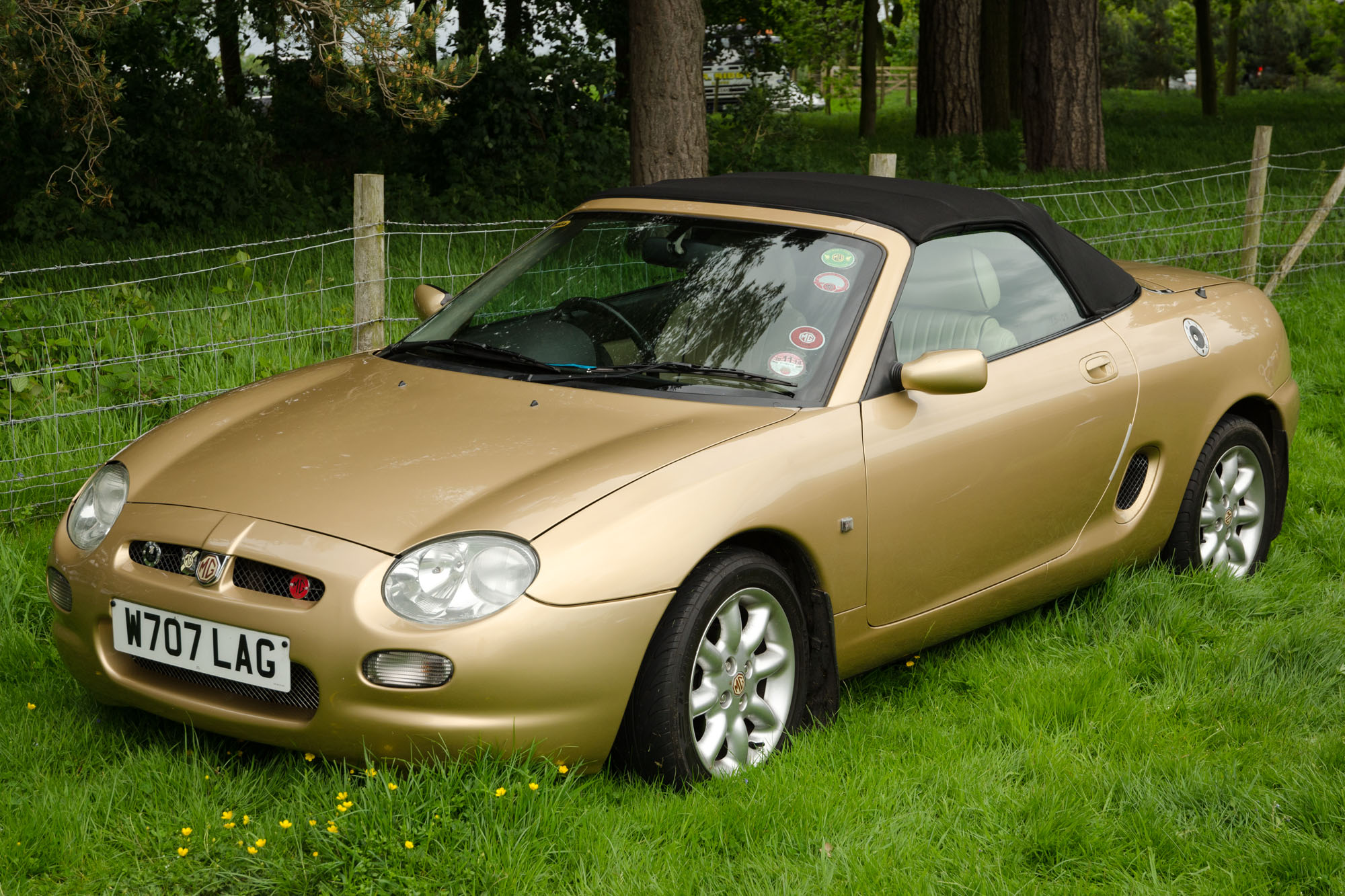
MG F

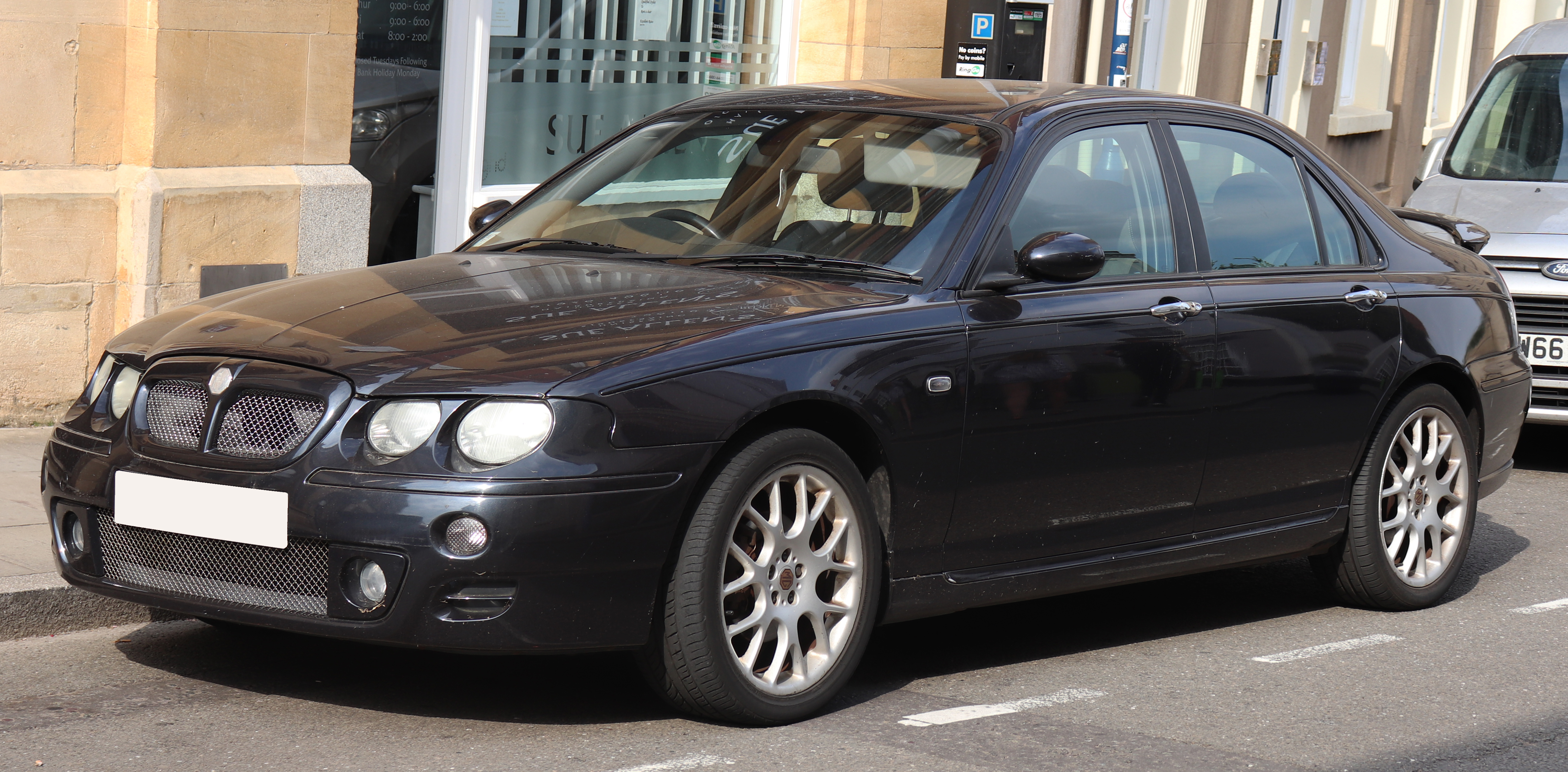
MG ZT

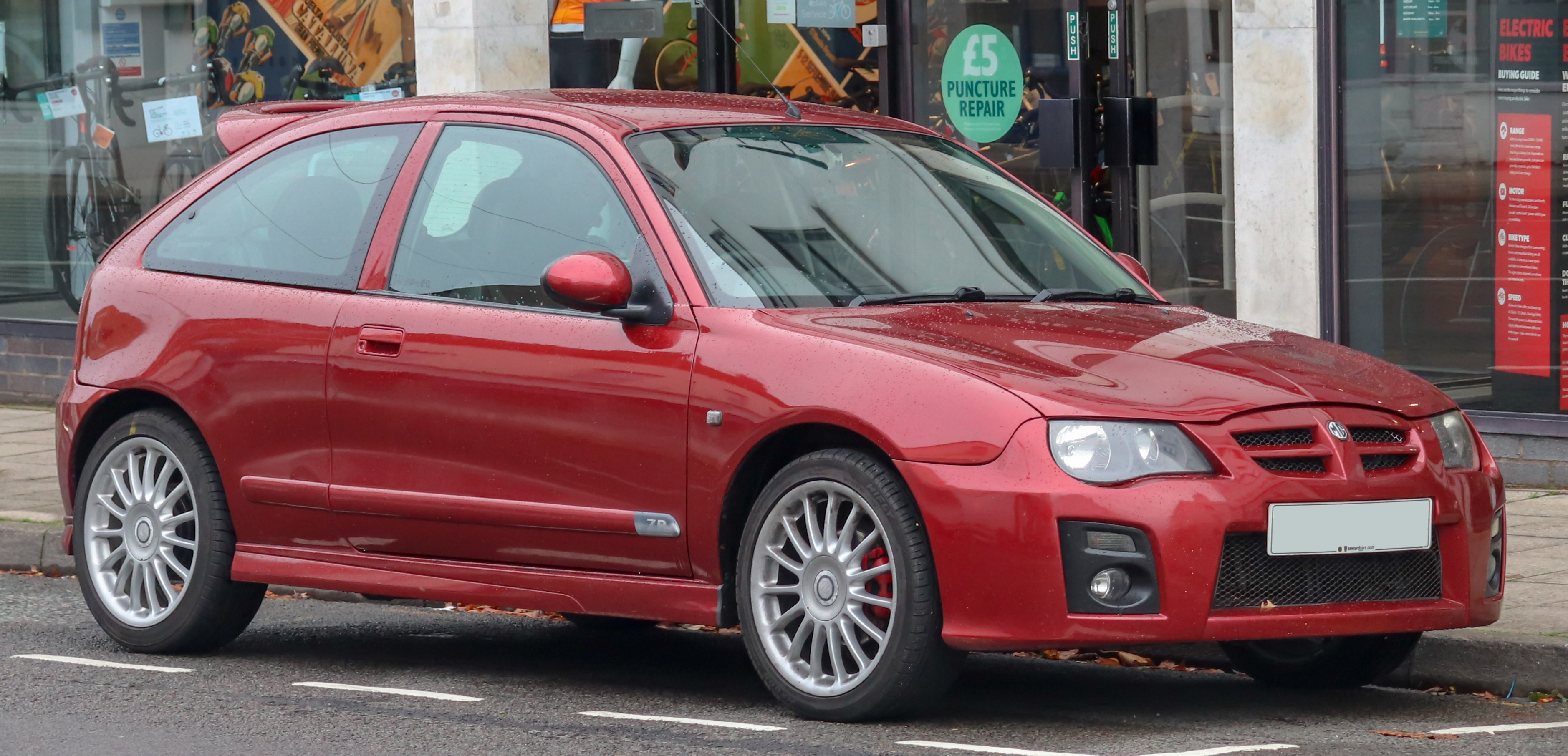
MG ZR

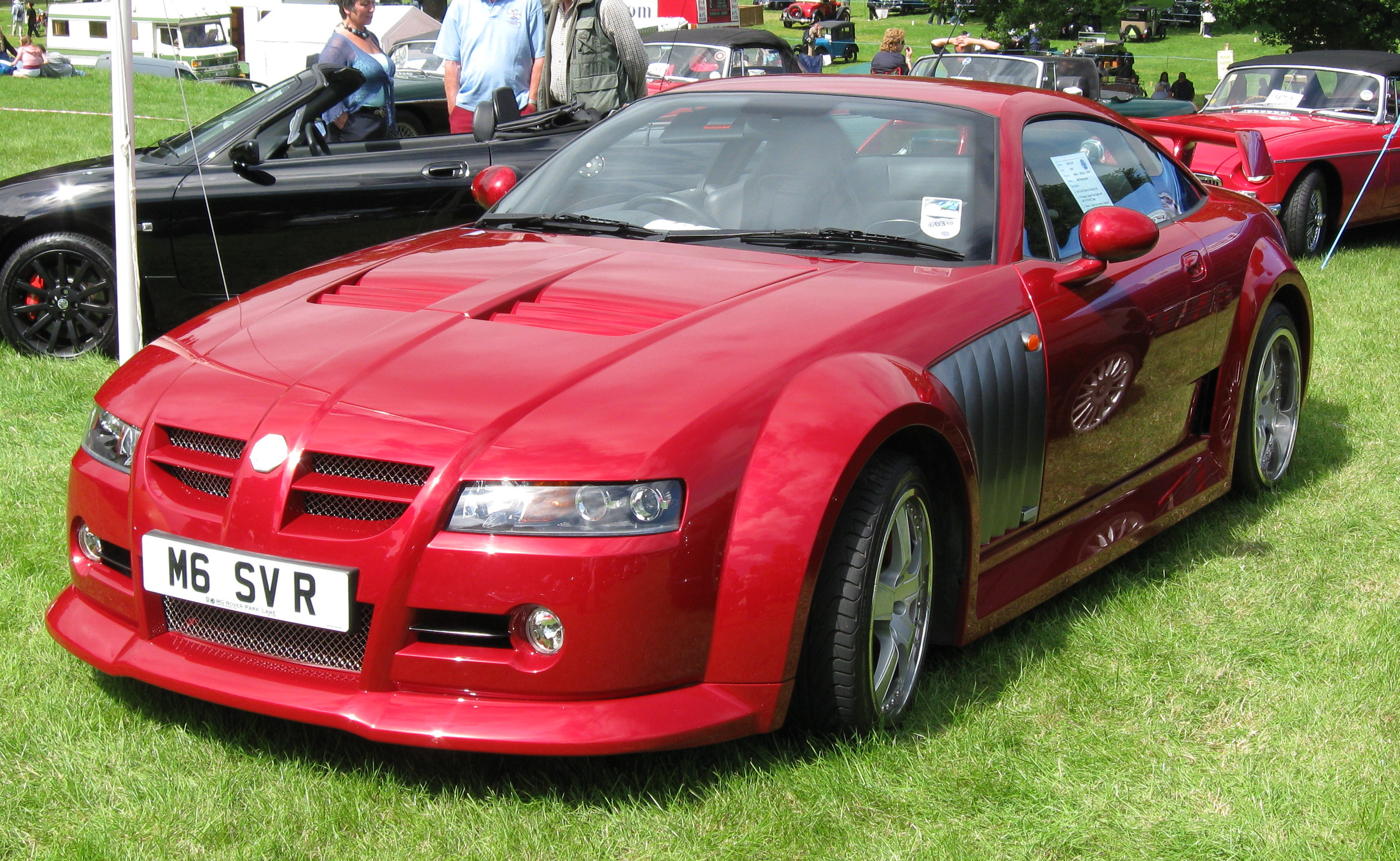
MG XPower SV

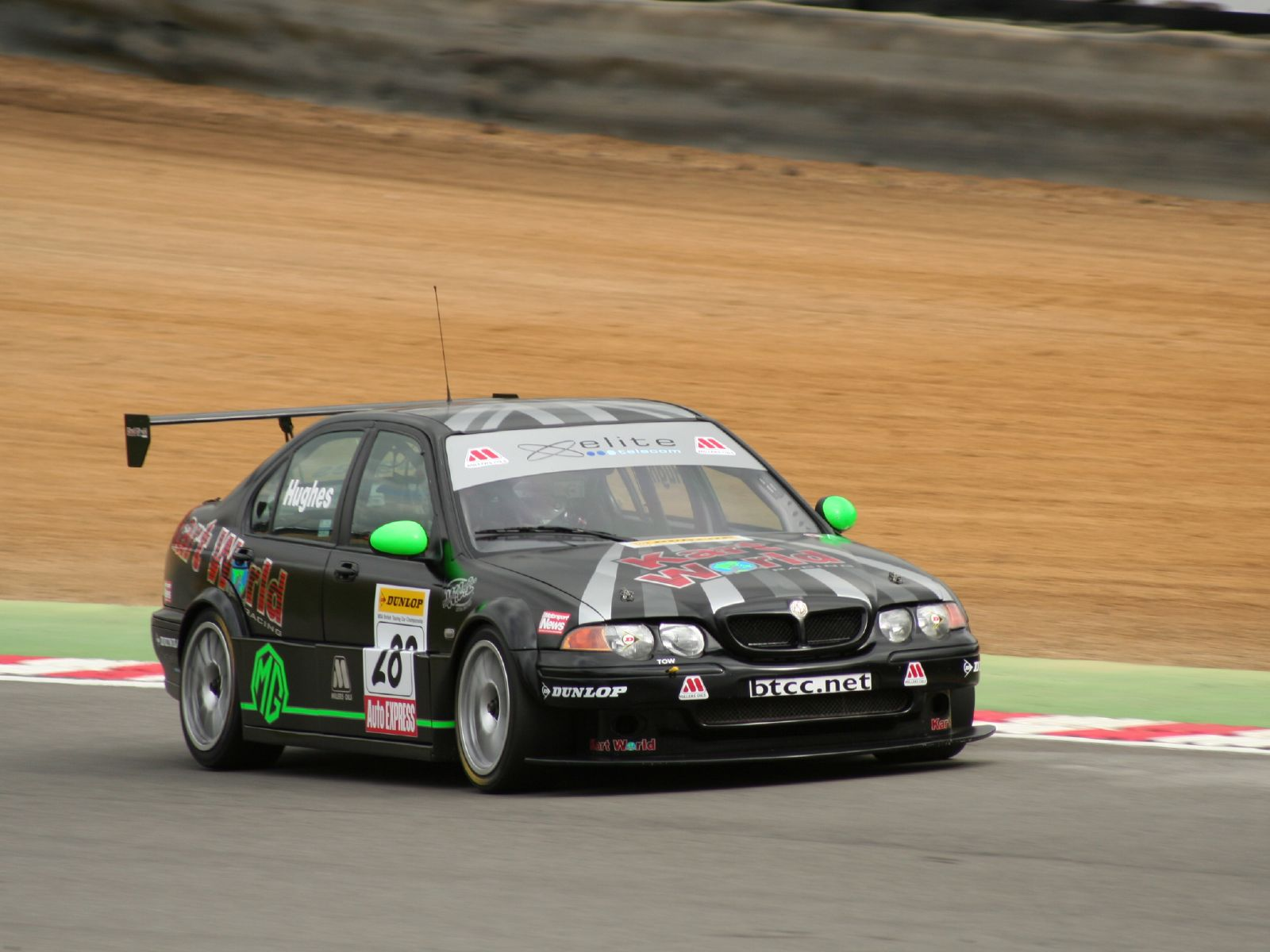
MG ZS podczas wyścigu BTCC, 2006

MG – dawny brytyjski producent samochodów sportowych i osobowych, pierwotnie z siedzibą w Oksfordzie, działający w latach 1924–2006.
Produkcja samochodów MG odbywała się początkowo w Cowley, następnie w Abingdon (1928–1981), a w końcowych latach w Longbridge.

## Historia

### Okres przedwojenny
Nazwa MG pochodzi od Morris Garages, dealera samochodów marki Morris w Oksfordzie, który zaczął wytwarzać własne wersje pojazdów według projektów Cecila Kimbera, który dołączył do firmy w 1921 roku jako specjalista ds. sprzedaży, a w następnym roku awansował na głównego menadżera.
W początkowych latach istnienia MG zajmowało się modyfikowaniem konstrukcji Morris i promowało się hasłem reklamowym MG — the Super Sports Morris, z kolei przełomowym momentem było przedstawienie w 1928 roku serii samodzielnie opracowanej linii modelowej o przydomku Midget.
Przedsiębiorstwo MG zostało przejęte przez Morris Motor Company w 1935 roku. Zapewniło to finansowanie na rozbudowę gamy MG o model T-Type, który zdobył dużą popularność na rynku brytyjskim. Był to zarazem pierwszy model MG, za którego pomocą brytyjskie przedsiębiorstwo wznowiło produkcję po zakończeniu II wojny światowej, poczynając od 1947 roku.

### British Leyland
W 1952 roku MG weszło w skład brytyjskiego konglomeratu British Motor Corporation. W połowie lat 50. XX wieku oferta producenta została rozbudowana o linię nowych konstrukcji w postaci lekkich roadsterów, którą zapoczątkował przedstawiony jesienią 1955 roku model MGA. Zaprezentowany w 1962 roku następca otrzymał nazwę MGB, pozostając w produkcji przez kolejne 18 lat – do 1980 roku. W międzyczasie, w 1968 roku MG weszło w skład kolejnego brytyjskiego konglomeratu motoryzacyjnego – British Leyland, za którego ofertę MG poszerzono o pierwsze klasyczne czteromiejscowe samochody osobowe – rodzinę modeli 1100 i 1300. 
Nacjonalizacja British Leyland w 1975 roku zaowocowała zredukowaniem roli MG do marki w ramach szerokiego portfolio koncernu, która przyjęła zmarginalizowaną pozycję bez żadnych nowych modeli przedstawionych przez całe lata 70. Dopiero po 1982 roku doszło do pierwszej od 1968 roku modernizacji oferty modelowej o konstrukcje zapożyczone od bratniego Austina i Rovera: Metro, Maestro i Montego. 

### MG Rover
Po upadku konglomeratu British Leyland w 1986 roku, prawa do marki MG zostały przejęte przez przedsiębiorstwo Rover Group. Podobnie jak w poprzednich dwóch dekadach, MG nadano rolę marki samochodów sportowych w opozycji do bardziej luksusowych produktów Rovera. Najważniejszym modelem MG w latach 90. XX wieku zostało MG F w postaci niewielkiego roadstera, który trafił do sprzedaży w 1995 roku. Samochód zdobył dużą popularność, stając się najpopularniejszym tanim samochodem sportowym w Wielkiej Brytanii podczas swojej obecności rynkowej do 2002 roku.
W międzyczasie, w 2000 roku produkcję samochodów MG oraz Rover przejęła nowa firma MG Rover Group, która zachowała tę rolę w całym pozostałym schyłkowym okresie MG Cars. W pierwszej dekadzie XXI wieku MG wdrożył nową generację sportowych wersji modeli Rovera, jak kompaktowe ZR oparte na Roverze 25 czy ZT, będące sportową odmianą Rovera 75.

### Bankructwo i kupno przez Nanjing Automobile
W połowie pierwszej dekady XXI wieku MG Rover Group znalazło się w pogłębiających się kłopotach finansowych, które zakończyły się upadłością i ogłoszeniem bankructwa w 2005 roku. Skutkowało to objęciem zarządem komisarycznym. Zakupem masy upadłościowej były zainteresowane dwa chińskie koncerny – Nanjing Automobile i SAIC Motor, z czego ostatecznie w lipcu 2005 roku ten pierwszy przejął upadłe brytyjskie przedsiębiorstwo. Nowy chiński właściciel zdecydował się wznowić w 2007 roku produkcję jedynego modelu opracowanego w okresie sprzed bankructwa – roadstera MG F, wytwarzając go lokalnie w Chinach do 2011 roku.

### MG Motor
W 2006 roku powstało nowe przedsiębiorstwo, chińsko-brytyjskie MG Motor. Po fuzji Nanjing Automobile i SAIC Motor, MG Motor zarządzające marką MG weszło w skład tego drugiego koncernu, prezentując w kolejnych latach opracowane od podstaw nowe konstrukcje samochodów osobowych, a także SUV-ów i samochodów elektrycznych oferowanych na rynkach globalnych.

## Modele samochodów

### Historyczne
- 14/28 (1924–1927)
- 14/40 (1926–1929 – 851 egzemplarzy)
- 18/80 (1928–1933 – 736)
- M-Type Midget (1928–1932 – 3235)
- C-Type Midget (1931–1932 – 44)
- D-Type Midget (1931–1932 – 250)
- F-Type Magna (1931–1932 – 1250)
- J-Type Midget (1932–1934 – 2494)
- K-Type Magnette (1931–1935 – 410)
- L-Type Magna (1933–1934 – 486)
- N-Type Magnette (1934–1936 – 745)
- P-Type Midget (1934–1936 – 2500)
- Q-Type Midget (1934 – 8)
- R-Type Midget (1935 – 10)
- SA (1935–1939 – 2738)
- TA Midget (1936–1939 – 3003)
- VA (1937–1939 – 2407)
- WA (1938–1939 – 369)
- TB Midget (1939 – 379)
- TC Midget (1945–1949 – 10 001)
- YA/YB/YT (1947–1953 – 8336)
- TD Midget (1949–1953 – 29 664)
- TF (1953–1955 – 9600)
- ZA/ZB Magnette/Varitone (1953–1958 – 36 600)
- MGA (1955–1962 – 101 081)
- Midget (1961–1979 – 224 843)
- MGB (1962–1980 – 513 276)
- 1100 (1962–1971 – 116 827)
- MGC (1967–1969 – 9002)
- 1300 (1968–1971 – 26 240)
- Metro (1982–1990 – 142 165)
- Metro 6R4 (1985–1986 – 205)
- Maestro (1983–1991 – 47 914)
- Montego (1984–1991 – 34 476)
- RV8 (1992–1995 – 1983)
- F (1995–2002 – 77 212)
- ZR (2001–2005 – 74 136)
- ZS (2001–2005 – 25 357)
- ZT/ZT-T (2001–2005 – 25 279)
- Express (2001–2005 – 317)
- TF (2002–2005 – 39 249)
- XPower SV (2003–2005 – ~50)

### Studyjne
- MG EX-E (1985)